# Kispiox River
Kispiox River är ett vattendrag i Kanada.   Det ligger i provinsen British Columbia, i den centrala delen av landet, 3 800 km väster om huvudstaden Ottawa.
I omgivningarna runt Kispiox River växer i huvudsak blandskog. Runt Kispiox River är det mycket glesbefolkat, med 7 invånare per kvadratkilometer.